# Cotmeana (Vedea)
Die Cotmeana ist ein linker Nebenfluss der Vedea, die ihrerseits einen linken Zufluss der Donau bildet, im Kreis Argeș in Rumänien.

## Geografie
Die Cotmeana entspringt in den Vorbergen der Südkarpaten südlich des Dorfs Cotmeana (Argeș). Sie fließt  in südlicher Richtung in etwa parallel zu der westlich von ihr verlaufenden Vedița ab und mündet nach einem mehr als 80 km langen Lauf südlich von Bârla (Argeș) bei dem Dorf Badești in die Vedea.